# ヴロラ・ベデティ
ヴロラ・ベデティ（Vlora Bedeti 1991年10月22日- ）はスロベニアのツェリェ出身の柔道選手。階級は57kg級。身長168cm。

## 人物
2009年の世界ジュニア63kg級で3位になった。2010年にはヨーロッパ選手権で3位となるが、世界ジュニアでは決勝で田代未来に敗れた。グランドスラム・東京では世界チャンピオンの上野順恵を指導2で破るも5位にとどまった。2012年のロンドンオリンピックには、国内のこの階級にウルシカ・ジョルニルがいたために出場できなかった。2013年になって階級を57kg級に下げると、地中海競技大会で優勝を飾った。世界選手権では準決勝でアメリカのマルティ・マロイに敗れるが、3位決定戦では山本杏に指導3で優勢勝ちして3位となった。

## 主な戦績
63kg級での戦績
- 2009年 - 世界ジュニア　3位
- 2010年 - ワールドカップ・ブダペスト　2位
- 2010年 - ヨーロッパ選手権　3位
- 2010年 - ワールドカップ・ブカレスト　優勝
- 2010年 - 世界ジュニア　2位
- 2010年 - グランドスラム・東京　5位
- 2011年 - ワールドカップ・アピア　優勝
- 2012年 - ワールドカップ・ブダペスト　3位
- 2012年 - ワールドカップ・ワルシャワ　3位
- 2012年 - グランドスラム・モスクワ　5位
- 2012年 - ワールドカップ・イスタンブール　3位

57kg級での戦績
- 2013年 - ヨーロッパオープン・リスボン　優勝
- 2013年 - 地中海競技大会　優勝
- 2013年 - 世界選手権　3位
- 2014年 - グランドスラム・バクー　2位
- 2014年 - グランプリ・ブダペスト　3位
- 2014年 - グランプリ・チェジュ　3位
- 2015年 - グランプリ・トビリシ　2位
- 2015年 - ヨーロッパ競技大会　団体戦　3位

(出典、JudoInside.com)。